# Stara Sburjiwka
Stara Sburjiwka (ukrainisch Стара Збур'ївка; russisch Старая Збурьевка Staraja Sburjewka) ist ein Dorf in der ukrainischen Oblast Cherson mit etwa 2400 Einwohnern.

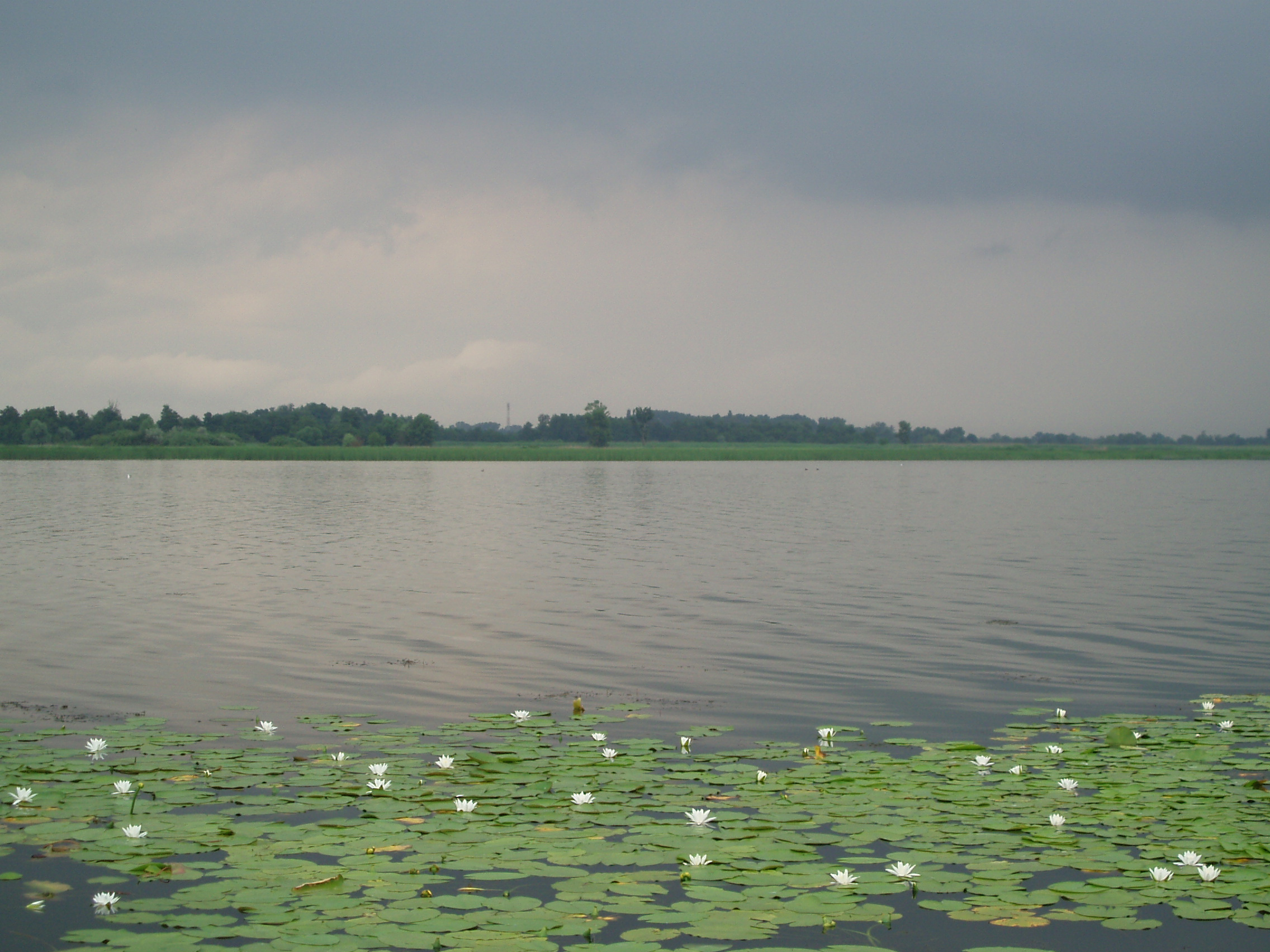
Liman bei Stara Sburjiwka

Stara Sburjiwka liegt im Rajon Skadowsk. Das 1774 gegründete Dorf befindet sich im Südosten des Dnepr-Bug-Limans südlich der Mündung der Konka, einem Mündungsarm des Dnepr, in diesen.
Stara Sburjiwka grenzt im Süden an Nowa Sburjiwka, durch das die Territorialstraße T–22–16 führt, und ist etwa 12 km von der nordöstlich gelegenen ehemaligen Rajonhauptstadt Hola Prystan entfernt.
Am 24. Juli 2017 wurde das Dorf ein Teil der Stadtgemeinde Hola Prystan; bis dahin bildete es die Landratsgemeinde Stara Sburjiwka (Старозбур'ївська сільська рада/Starosburjiwska silska rada) im Norden des Rajons Hola Prystan.
Seit dem 17. Juli 2020 ist sie ein Teil des Rajons Skadowsk.